# Abdelaziz Belkhadem

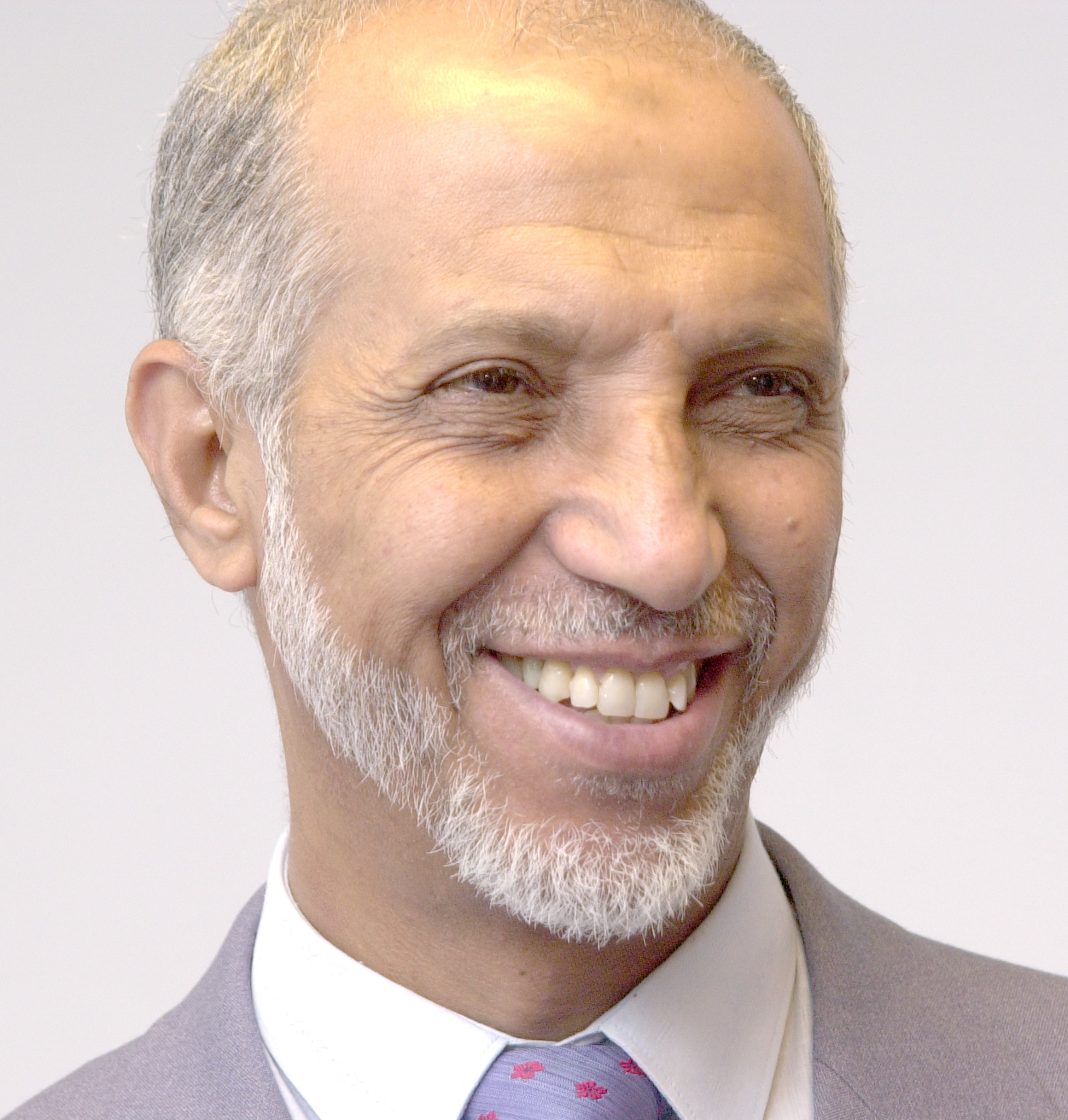
Abdelaziz Belkhadem, 2002

Abdelaziz Belkhadem (arabisch عبد العزيز بلخادم, DMG ʿAbd al-ʿAzīz Bilḫādim; * 8. November 1945 in Aflou) ist ein algerischer Politiker der Einheitspartei FLN.
Abdelaziz Belkhadem war als FLN-Politbüromitglied ein prominenter Fürsprecher der Änderungen des Ehe- und Familienrechts 1984, welche sich an der Scharia orientierte und gegenüber der bisherigen säkularen Verfassung die Position der Frau dem Manne unterordnete.
Von August 2000 bis Mai 2005 war Belkhadem Außenminister. Zwischen Mai 2006 und Juni 2008 war Belkhadem Premierminister seines Landes und wurde anschließend von Ahmed Ouyahia abgelöst, der auch sein Amtsvorgänger gewesen war.